# William B. Bridgeman
Pour les articles homonymes, voir Bridgeman.
William « Bill » Bridgeman (1916-1968)  est un pilote d'essais américain qui a battu plusieurs records alors qu'il travaillait pour la Douglas Aircraft Company.

## Biographie
Né en Iowa, il grandit à Malibu en Californie et fait des études de géologie. Il s'engage dans l'United States Navy, et se trouve à Pearl Harbour lors de l'attaque japonaise du 7 décembre 1941. Il participe à différentes missions aériennes durant la guerre.
Le 15 août 1951, il atteint la vitesse de Mach 1,88 et l'altitude de 79 494 pieds (24 230 m). Le 20 octobre 1952, il est le premier pilote à essayer le Douglas X-3.
Il fait la couverture de Time Magazine en 1953.
Il a décrit ses expériences de pilote dans son livre The Lonely Sky paru en 1955, et qui a rencontré un certain succès à l'époque.
Il a été candidat astronaute dans le programme Man In Space Soonest, annulé en août 1958 et remplacé par le programme Mercury.
En septembre 1968, il pilotait un avion-taxi entre Los Angeles et l'île Santa Catalina lorsque son Grumman a disparu dans l'océan Pacifique. Son corps n'a jamais été retrouvé.